# Michel Corajoud
Pour les articles homonymes, voir Corajoud.
Michel Corajoud, né le 14 juillet 1937 à Annecy et mort d'un cancer à Paris 15e le 29 octobre 2014,, est un paysagiste français.

## Biographie
Michel Corajoud suit d'abord une formation à l'École nationale supérieure des arts décoratifs. Il commence sa carrière en travaillant chez Bernard Rousseau, ancien collaborateur de Le Corbusier.
Paysagiste diplômé par le Ministère de l'Agriculture, il travaille d'abord en collaboration avec Jacques Simon de 1964 à 1966, puis, de 1966 à 1975, en association avec l'Atelier d'urbanisme et d'architecture (AUA) où il forme, avec Henri Ciriani et Borja Huidobro, une équipe de paysagistes urbains. 
Depuis 1975 Michel Corajoud est  associé à Claire Corajoud son épouse, paysagiste comme lui, diplômée de l’École nationale supérieure d'horticulture.
Considéré comme l'un des fondateurs du renouveau du métier du paysage, Michel Corajoud s'est affirmé très tôt contre la tendance de ses aînés paysagistes comme il l'explique lui-même : 

« Jusqu'au début des années 70, les paysagistes français étaient formés dans une filière de l'école d'horticulture et, de ce fait, leurs savoirs sur la ville et l'architecture étaient négligés. C'est l'idée de "nature" qui, le plus souvent, présidait à leur travail sur les espaces urbains. J'ai alors affirmé l'idée que le travail des paysagistes sur l'espace interstitiel des villes devait, au contraire, être une forme introductive de l'architecture, qu'il y avait une continuité d'intentions nécessaire entre les bâtiments et les espaces extérieurs qu'ils déterminent. »

Il a formulé dans « 9 conduites pour le projet » son approche d’un projet paysager.
Le paysagiste Michel Corajoud a reçu le Grand Prix de l'urbanisme, décerné par le ministère de l'Écologie, de l'Énergie, du Développement durable et de l'Aménagement du territoire, le 2 décembre 2003, une distinction qui montre que la démarche paysagère imprègne désormais fortement le débat sur la fabrication de la ville.

## Principales réalisations

### Parcs
- 2013 : Aménagement du parc du puits Couriot à Saint-Étienne avec Gautier/Conquet
- 2006 Réaménagement du site des anciennes aciéries Falck à Sesto San Giovanni (100 ha) avec Renzo Piano
- 1999-2006 : Parc Henry-Chabert à Lyon (80 ha) avec Claire Corajoud
- 2004-2006 : Parc paysager Jardins d'Éole à Paris avec Claire Corajoud
- 1999 : Parc urbain à Saint-Denis de la Réunion (20 ha)
- 1981-2005 : Parc du Sausset en Seine-Saint-Denis (200 ha) avec Claire Corajoud
- 1974 : Parc des Coudrays à Élancourt-Maurepas (10 ha) avec l’AUA
- 1974 : Parc Jean-Verlhac à la Villeneuve de Grenoble (20 ha) avec l’AUA
- 1970 : Aménagement paysager du Village de vacances du CCE Air France Le Graffionier à Gassin (33 ha) avec l’AUA

### Aménagements d’espaces publics
- 2012 : Aménagement paysager de la place de la Mairie de Troyes avec le scénographe de l’eau par Pierre Luu
- 2008-2011 : Aménagement paysager des espaces de la colline de Bourlémont et la végétalisation des bâtiments de la porterie et du couvent de Renzo Piano autour de la Chapelle Notre-Dame-du-Haut à Ronchamp[4].
- 2005-2006 : Quais de Loire à Orléans avec Pierre Gangnet
- 2005-2006 : Place Antonin-Perrin à Lyon avec Pierre Gangnet
- 2001 : Cité internationale Zones Amont et Aval à Lyon avec Renzo Piano
- 2000-2008 : Quais rive gauche de Bordeaux et le miroir d'eau.
- 1998-2006 : Boulevard des États-Unis à Lyon avec Pierre Gangnet
- 1998 : Couverture de l’autoroute A1 à Saint-Denis
- 1998 : Avenue d'Italie à Paris avec Pierre Gangnet
- 1996 : Quai et Boulevard Charles-de-Gaulle à Lyon avec Renzo Piano
- 1992 : Aménagement de l'entrée dans Creil et création d'une passerelle piétonne permettant de relier harmonieusement les coteaux boisés du quartier du Moulin au centre-ville.

### Études urbaines et assistances à la maîtrise d'ouvrage
- 2000 Assistance à la maîtrise d’ouvrage pour la réalisation du tramway sur les quais de la Garonne à Bordeaux
- 1998 Étude de définition d’aménagement du Front de mer de Saint-Denis de La Réunion
- 1998 Étude de paysage et d’urbanisme du secteur des « murs à pêches », à Montreuil avec Souto de Moura
- 1997 Création de la Commission des espaces publics de la Ville de Saint-Denis
- 1991-1999 Projet urbain de la Plaine Saint-Denis (850 ha) avec Hippodamos 93

## Prix et distinctions
- 2003 Grand Prix de l'urbanisme
- 1999 Ruban d'argent pour la réalisation de la couverture de l'autoroute du Nord à Saint-Denis
- 1999 Chevalier de l'Ordre national du Mérite
- 1993 Prix du courrier du maire catégorie Projet urbain « Ville de Montreuil »
- 1992 Grand Prix du paysage
- 1985 Médaille d'argent de l'Académie d'architecture « Architecture d'accompagnement » avec Claire Corajoud
- 2017 La Ville de Bordeaux et sa commission de viographie nomment la promenade des quais rive droite et rive gauche « Promenade Michel Corajoud »[5].

## Enseignement
- Professeur à l'École nationale supérieure du paysage, Versailles
- Professeur invité à  l'Institut d'architecture de l'université de Genève IAUG (1999/2002)